# Любимова Ольга Борисівна
Ольга Борисівна Любимова (нар. 31 грудня 1980, Москва, СРСР) — російська державна діячка. Міністерка культури Російської Федерації з 21 січня 2020 року.

## Життєпис
Ольга Любимова народилась 1980 року. Вона закінчила Московську загальноосвітню школу № 1234 з поглибленим вивченням англійської мови; з 5 по 7 клас навчалася в історико-філологічній православній гімназії імені Преподобного Нестора Літописця.
Навчалася на факультеті журналістики Московського державного університету імені М. В. Ломоносова і факультеті театральної журналістики ГІТІСу (РАТІ) за спеціальністю «театрознавець».
В період навчання на факультеті журналістики МДУ Ольга Любимова проходила практику на телеканалах REN-TV, ТВЦ, радіостанції «Наше радіо», «Радіо Рокс».
У 2000 році працювала кореспонденткою радіостанції «Європа Плюс».
У 2001 року перейшла на телебачення. Спочатку працювала кореспонденткою програми «Ортодокс» виробництва Інформаційного агентства Російської православної церкви, яка виходила на каналі ТВЦ.
З 2001 по 2009 рік (з перервою) Ольга Любимова працювала на «Третьому каналі». Спочатку (до 2003 року) була кореспонденткою програм «Підсумки тижня з Глібом П'яних», «Головна тема», «Ціна питання», «Дольче Віта», «Висновки з Петром Толстим». Потім була шеф-редакторкою програм «Регіон» (2003—2004) і «Російський погляд» (2003—2004, 2006—2009).
З липня 2005 по липень 2009 року вела ток-шоу «Горожанка», програми «Москва-2009», «Місто і люди» на телеканалі «Столиця».
З грудня 2010 по 2011 роки Ольга Любимова працювала керівницею підсумкової інформаційно-аналітичної програми «Контекст» на телеканалі «Культура».
У 2011—2012 роках — старша продюсерка документального кіно програмного департаменту ТОВ «Телеканал ТВ-3».
Паралельно продовжувала працювати в Інформаційному агентстві Російської православної церкви, де була в різний час шеф-редакторкою передач «Православний календар» (РТР), «Російський погляд» (спільно з «Третім каналом»), брала участь у створенні програм для телеканалу «Спас» («І Тетянин день», «Фома», «Семінаристи»), в організації прямих трансляцій богослужінь з Храму Христа Спасителя і сходження Благодатного вогню з Єрусалима.
Брала участь у створенні понад 80 документальних фільмів, включаючи зняті для телеканалів «Росія-1», «Культура», «Перший канал». Авторка сценарію документальних фільмів «Шлях Патріарха» (2009), «Чужа земля» (2013), «Війна і міфи» (2014), «Микита Міхалков» (2015, співавторка сценарію) та інших.
Публікувалася в журналах «Російський погляд» (де також працювала завідувачкою відділом культури), «Політичний журнал», «Афіша» (її єдиним матеріалом було інтерв'ю з Федором Хитруком у квітні 2005 року), «Esquire».
У листопаді 2015 року стала радницею керівника департаменту кінематографії Міністерства культури (по відділу державної підтримки неігрових та анімаційних фільмів). Раніше такої посади не існувало.
З жовтня 2016 року по січень 2018 року обіймала посаду заступниці директора дирекції соціальних і публіцистичних програм АТ «Перший канал».
З 17 січня 2018 по 21 січня 2020 року — керівниця департаменту кінематографії Міністерства культури Російської Федерації.
21 січня 2020 року Ольгу Любимову було призначено міністеркою культури Російської Федерації.
Суперечливі відгуки в пресі і на телеканалах РБК-ТБ і 360tv викликав опублікований в 2008 році блог 28-річної Любимової «Кропалик», де вона повідомляє, що в особистому плані не переносить опери, класичної музики, балету, музеїв, виставок, вечорів пам'яті, походів, мітингів, ювілейних заходів, не бажає дивитися на Джоконду і взагалі не терпить екскурсій, зізнається, що не розбирається в артхаузному кіно і погано знає світовий кінематограф. На думку режисера Саріка Андреасяна, нічого ганебного в цих відвертих визнаннях немає, а з новим міністром пов'язані позитивні очікування, оскільки Любимова під час попередніх призначень до уряду добре зарекомендувала себе на посаді начальниці департаменту кінематографії Мінкульту Росії.

## Родина
- Дід — Микола Михайлович Любимов (1912—1992), радянський перекладач, автор мемуарів.
- Батько — Борис Миколайович Любимов (нар.. 1947), радянський і російський театрознавець і педагог, театральний критик, кандидат мистецтвознавства, заслужений діяч мистецтв РРФСР, професор, ректор Вищого театрального училища імені М. С. Щепкіна, заступник художнього керівника Державного академічного Малого театру Росії, завідувач кафедри історії театру Росії ГІТІС[13].
- Мати — Марія Вадимівна Шверубович (1949—2018)[14], акторка і театрознавиця.
- Дядько — Олексій Бартошевич (нар.. 1939)[15], шекспірознавець, театрознавець.

- Серед предків Ольги по батьківській лінії — вологодський губернатор Михайло Миколайович Кормиліцин (прапрадід) і рязанський губернатор Микола Аркадійович Болдарєв (прапрапрадід). По материнській лінії вона онука театрального діяча Вадима Васильовича Шверубовича і правнучка акторів Василя Івановича Качалова та Ніни Миколаївни Літовцевої.

- Чоловік — Євген Олександрович Баранов, журналіст і коментатор «Першого каналу»[16] (з 2006 року). 17 березня 2013 року вийшов репортаж Баранова про Великий піст, що включав коментар його дружини[17].
- діти — син Микита і дочка Варвара[5].

## Фільмографія
Авторка сценарію:
- «Шлях Патріарха» (2009)
- «Велика Пасха» (2011)
- «Столипін. Постріл в Росію. XX століття» (2012)
- «Ізборськ. Подорож у часі» (2012)
- «Чужа земля» (2013)
- «Ангели з моря» (2013)[18]
- «Своя земля» (2014)[19]
- «Преподобний Сергій Радонезький» (2014)
- «Війна та міфи» (2014)
- «Прапор. Символ спадкоємності» (2014)[20]
- «Микита Міхалков» (2015) — співавторка